# ブンデ
ブンデ(Bunde)は、ドイツのニーダーザクセン州、レーア郡に属する基礎自治体である。オランダ国境から約20kmに位置する。南20kmにエムデン、東50kmにフローニンゲンがある。

## 引用
1. ↑  Landesamt für Statistik Niedersachsen, LSN-Online Regionaldatenbank, Tabelle A100001G: Fortschreibung des Bevölkerungsstandes, Stand 31. Dezember 2023